# Diocese de Menorca
A Diocese de Menorca (em latim: Minoricensis) é uma diocese da Igreja Católica da Espanha, sediada na ilha de Minorca, no arquipélago das Ilhas Baleares. Faz parte da Arquidiocese de Valência. Foi fundada no Século V como Diocese de Menorca, sendo abandonada no Século VIII devido a invasão muçulmana da Península Ibérica. Foi refundada em 13 de julho de 1795 pelo Papa Pio VI. Em 2022 contava com uma população católica de 84 010 fiéis, sendo 83,5% da população total, e tinha 29 paróquias.

## História
No Século V é fundada a Diocese de Menorca na Espanha. No Século VIII a diocese é suspensa devido a invasão muçulmana da Península Ibérica. Em 13 de julho de 1795 A Diocese de Menorca é refundada pelo Papa Pio VI através do território da Diocese de Mallorca.

## Lista de bispos
A seguir uma lista de bispos desde a refundação da diocese em 1795. Não se tem informações dos bispos da diocese no período mediaval.
|                   | Nome                           | Período           | Notas                                     |
| Bispos de Menorca | Bispos de Menorca              | Bispos de Menorca | Bispos de Menorca                         |
| ----------------- | ------------------------------ | ----------------- | ----------------------------------------- |
| 19.º              | Gerardo Villalonga Hellín      | 2023 - atual      |                                           |
| 18.º              | Francisco Simón Conesa Ferrer  | 2016 - 2022       | Nomeado bispo de Solsona                  |
| 17.º              | Salvador Giménez Valls         | 2009 - 2015       | Nomeado bispo de Lérida                   |
| 16.º              | Juan Piris Frígola             | 2001 - 2008       | Nomeado bispo de Lérida                   |
| 15.º              | Francesc-Xavier Ciuraneta Aymí | 1991 - 1999       | Nomeado bispo de Lérida                   |
| 14.º              | Antônio Deig Clotet            | 1977 - 1990       | Nomeado bispo de Solsona                  |
| 13.º              | Miguel Moncadas Noguera        | 1968 - 1977       | Nomeado bispo de Solsona                  |
| 12.º              | Bartolomé Pascual Marroig      | 1939 - 1967       | Faleceu no cargo                          |
| 11.º              | Juan Torres y Rivas            | 1902 - 1939       | Faleceu no cargo                          |
| 10.º              | Salvador Castellote y Pinazo   | 1896 - 1901       | Nomeado bispo de Jaén                     |
| 9.º               | Juan Gomez y Vidal             | 1890 - 1896       | Nomeado bispo de Teruel e Albarracín      |
| 8.º               | Manuel Mercader y Arroyo       | 1875 - 1890       | Faleceu no cargo                          |
| 7.º               | Mateo Jaume y Garau            | 1857 - 1875       | Nomeado bispo de Mallorca e Ibiza         |
| 6.º               | Tomás Roda y Rodríguez         | 1852 - 1857       | Nomeado bispo de Jaén                     |
| 5.º               | Juan Antonio Díez Merino, O.P. | 1831 - 1844       | Faleceu no cargo                          |
| 4.º               | Antônio Ceruelo Sanz           | 1824 - 1830       | Faleceu no cargo                          |
| 3.º               | Santiago Creus y Martí         | 1815 - 1820       | Nomeado arcebispo de Tarragona            |
| 2.º               | Pedro Antonio Juano            | 1802 - 1814       | Faleceu no cargo                          |
| 1.º               | Antonio Vila y Campos          | 1797 - 1802       |                                           |
| Bispo coadjutor   |                                |                   |                                           |
|                   | Bartolomé Pascual Marroig      | 1936-1939         |                                           |
|                   | Antonio Cardona Riera          | 1928-1935         | Nomeado Administrador apostólico de Ibiza |